# Cantón de Nantiat
El cantón de Nantiat era una división administrativa francesa, que estaba situada en el departamento de Alto Vienne y la región de Limusín.

## Composición
El cantón estaba formado por once comunas:
- Berneuil
- Breuilaufa
- Chamboret
- Cieux
- Compreignac
- Le Buis
- Nantiat
- Roussac
- Saint-Symphorien-sur-Couze
- Thouron
- Vaulry

## Supresión del cantón de Nantiat
En aplicación del Decreto nº 2014-194 de 20 de febrero de 2014, el cantón de Nantiat fue suprimido el 22 de marzo de 2015 y sus 11 comunas pasaron a formar parte del nuevo cantón de Bellac.